# Svijetložuta muhara
Svijetložuta muhara (lat. Amanita gemmata) je nejestiva gljiva iz roda gljiva Amanita. U literaturi ima podataka da je sumnjiva ili da je čak otrovna. 

## Opis
- Klobuk je širok od 5 do 11 centimetara, žute do žutooker boje, ponekad potpuno blijed i bezbojan, ne previše mesnat, polukuglast i zvonastokonveksan i na kraju otvoren; prekriven je nepravilno poredanim ostacima bijelog ovoja; može biti i potpuno gol; kožica je za vlažna vremena ljepljiva, rub je tanak i vidljivo narebran
- Listići su bijeli, gusti i nejednako dugi.
- Stručak je visok od 5 do 15 centimetara, najprije pun pa kao prošupljen, kučinasta mesa i na kraju potpuno šupalj; do 2,5 cm debeo, bijel, gladak, cilindičan, prema dnu zadebljan, završava jakim okruglim ili jajolikim zadebljanjem; ispod klobuka nosi bijeli padajući i mekani vjenčić; ovoj je tijesno priljubljen uz bazu stručka, a na vrhu ovoja stvaraju se jedan do 2 obruča.
- Meso je bijelo, mekano, ispod kožice klobuka žućkasto, miris jedva primjetan, okus slatkast.
- Spore su bezbojne, glatke, u masi bijele, eliptične, od 7 do 12 x 7 – 9 μm.

## Kemijske reakcije
Meso reagira na kalijevu lužinu tako da se oboji narančastožuto, listići sa sumpornom kiselinom H2SO4 postaju ljubičasti, a s fenolanilinom najprije se oboje crveno, zatim postanu smeđi.

## Stanište
Svijetložuta muhara raste u proljeće, ljeti i u jesen pojedinačno ili u nekoliko blizu razbacanih primjeraka u crnogoričnim i bjelogoričnim šumama na pjeskovitu ili vapnenastu tlu.

## Upotrebljivost
Svijetložuta muhara nije jestiva, u literaturi ima podataka da je sumnjiva ili da je čak otrovna.

## Sličnosti
Svijetložuta muhara može biti jako različitih veličina. Morfološkim značajkama odgovara smrtno otrovnoj panterovoj muhari (lat. Amanita pantherina), međutim žuta do žutooker boja klobuka nepogrešivo je odaje. Vrlo veliku sličnost ima s vrstom Amanita eliae Quel. kojoj je jestivost problematična. Također može sličiti otrovnoj žućkastoj pupavki (lat. Amanita citrina) koja nema narebran rub klobuka, limunaste je boje, a okusa rotkvice. Prema tome, oprez!

## Vanjske poveznice
|  | Zajednički poslužitelj ima stranicu o temi Amanita gemmata    |
|  | Zajednički poslužitelj ima još gradiva o temi Amanita gemmata |
|  | Wikivrste imaju podatke o taksonu Amanita gemmata             |